# إم سي غيني
إم سي غيني (بالإنجليزية: M. C. Gainey) مواليد 18 يناير 1948 في جاكسون، الولايات المتحدة، هو ممثل وكوميدي أمريكي بدأ مسيرته الفنية سنة 1954.

## قائمة الأعمال

### الأفلام
- (1984) ستارمان
- (1997) كون إير[2]
- (2002) الرجل الجديد[3]
- (2002) الطريق السريع
- (2003) المبرد[4]
- (2003)  نهوض الآلات[5][6][7]
- (2004) طرق جانبية[8]
- (2005) ذا دوكس اوف هازرد[9]
- (2005) هل وصلنا إلى هناك بعد[10]
- (2007) الخنازير البرية[11]
- (2010) رابونزل[12][13][14][15]
- (2012) جانغو الحر[16]
- (2012) مسروق[17]
- (2017) رابونزل وخطوات إلى السعادة

### المسلسلات
- الضياع
- ربات بيوت يائسات
- التحقيق في موقع الجريمة
- كولد كيس

## روابط خارجية
- إم سي غيني على موقع IMDb (الإنجليزية)
- إم سي غيني على موقع ألو سيني (الفرنسية)
- إم سي غيني على موقع ميوزك برينز (الإنجليزية)
- إم سي غيني على موقع أول موفي (الإنجليزية)
- إم سي غيني على موقع قاعدة بيانات الأفلام السويدية (السويدية)
- إم سي غيني على موقع أول ميوزيك (الإنجليزية)
- إم سي غيني على موقع أول ميوزيك (الإنجليزية)
- إم سي غيني على موقع ديسكوغز (الإنجليزية)
- إم سي غيني على موقع قاعدة بيانات الفيلم (الإنجليزية)
- إم سي غيني على موقع كينوبويسك (الروسية)